# Nanfu Shuiku
Nanfu Shuiku är en reservoar i Kina. Den ligger i provinsen Hainan, i den södra delen av landet, omkring 60 kilometer söder om provinshuvudstaden Haikou. Nanfu Shuiku ligger 72 meter över havet. Arean är 11,6 kvadratkilometer. I omgivningarna runt Nanfu Shuiku växer huvudsakligen savannskog. Den sträcker sig 5,8 kilometer i nord-sydlig riktning, och 4,9 kilometer i öst-västlig riktning.
Genomsnittlig årsnederbörd är 2 294 millimeter. Den regnigaste månaden är september, med i genomsnitt 368 mm nederbörd, och den torraste är januari, med 20 mm nederbörd.